# EHC Olten
Der Eishockey Club Olten (EHCO) ist ein Schweizer Eishockeyclub aus Olten, der seit 1994 in der zweitklassigen Swiss League spielt. Der Verein wurde 1934 gegründet und stieg in den Saisons 1984/85, 1987/88 und 1992/93 in die Nationalliga A auf, konnte sich dort jedoch nicht etablieren. Seit 2000 besteht er in Form einer Aktiengesellschaft (EHCO AG). Seine Heimspiele trägt der EHC Olten in der Eisbahn Kleinholz aus.

## Geschichte

### Der Anfang
Am 4. Februar 1934 wurde die Eishockeyabteilung des Eisclub-Olten geschaffen. Noch im selben Jahr trat man dem Schweizerischen Eishockeyverband SEHV bei. Die Eishockeyspieler durften einmal pro Woche in der Natureisbahn Kleinholz trainieren. Gegen eine kombinierte Zürcher Mannschaft verlor der EHC Olten sein erstes Spiel mit 0:7 Toren. Im Jahre 1938 gab sich die Untersektion Eishockey des Eisclubs Olten eigene Statuten. Im Verlauf des Zweiten Weltkrieges kamen auch in Olten die Eishockeyaktivitäten nahezu zum Erliegen.

### Neubeginn
Im Jahr 1946 spielte der EHC Olten in der zweiten Liga. Am 1. Oktober 1946 löste sich der Verein vom Eiskunstlauf und gründete sich als EHCO aus. Zu dieser Zeit mussten alle Eishockeyspieler das Eisbahnabonnement lösen, um die Eisbahn benützen zu dürfen. Eine Juniorenmannschaft wurde aus Finanz- und Platznot auf der Natureisbahn nicht gegründet. Bis 1960 wurde dreimal die Anmeldung verpasst, und man konnte somit nicht an nationalen Meisterschaften teilnehmen.

### Auf dem Weg in die Moderne
Mit Eröffnung der Kunsteisbahn Kleinholz im Jahr 1961 erlebte der Eishockeysport in der Region Olten einen quantitativen und qualitativen Aufschwung. Die nunmehr möglichen regelmässigen Trainingszeiten liessen auch eine Nachwuchsabteilung zu. Bei 60 Vereinsmitgliedern beliefen sich die Kosten im Jahre 1962 für alle Mannschaften auf ca. CHF 9'500.
Unter Spielertrainer Tino Catti wurde die Basis für den sportlichen Erfolg erarbeitet. So wurde im Jahr 1966 der Aufstieg in die 1. Liga erreicht. Der EHC Olten wurde im Jahr 1970 1. Liga-Meister und stieg somit in die Nationalliga B (NLB) auf. Seit dieser Zeit ist der EHCO ununterbrochen in der NLB oder Nationalliga A (NLA) vertreten. Im Jahr 1976 erfolgte die Überdachung der Kunsteisbahn Kleinholz.
Im Derby gegen den Lokalrivalen SC Langenthal wurde 1981 der noch heute gültige Rekord von 9'000 Zuschauern aufgestellt. In diesem Jahr verpflichtete der EHCO mit Hank Taylor den ersten farbigen Spieler im Schweizer Eishockey. Bis zum Aufstieg betrug das Budget zwischen 1975 und 1984 ca. 400'000 Schweizer Franken pro Saison. Der Schuldenstand vergrösserte sich auf ca. 100'000 Franken.

### Die NLA-Jahre
Unter dem jungen Schweizer Trainer Rolf Altorfer stieg der EHC Olten im Jahr 1985 erstmals in die höchste Schweizer Spielklasse Nationalliga A auf. Im letzten Spiel der Saison wurde am 5. März 1985 in Bern gegen den SC Bern in letzter Minute der Erfolg gesichert. Berns Trainer Olli Hietanen, vormals Spieler in Olten, hatte beim Stand von 3:3, 115 Sekunden vor Schluss, seinen Goalie durch einen sechsten Feldspieler ersetzt, um mit einem Sieg dem Kantonsrivalen SC Langnau den Aufstieg zu ermöglichen. Der Kanadier Roberto Lavoie erzielte jedoch für den EHCO das Tor zum Aufstieg.
Geführt wurde das in der NLA unerfahrene Team 1985/86 von deutschen Nationalspieler Erich Kühnhackl. Es gelang der Ligaerhalt. Im darauffolgenden Jahr musste trotz Kühnhackl und dem dreimaligen tschechoslowakischen Weltmeister Vladimír Dzurilla als Trainer, der Abstieg akzeptiert werden.
Danach begann die in der bisherigen Geschichte des EHCO sportlich erfolgreichste Periode. Unter Kent Ruhnke als Trainer wurde im Jahr 1988 der Titel des NLB-Meisters errungen und der sofortige Wiederaufstieg erzielt. In der Saison 1988/89 wurde Platz sieben und 1989/90 Platz fünf belegt und jeweils in den Play-off-Viertelfinals gespielt. In der Saison 1989/90 klassierte sich der EHCO zeitweise auf Rang eins der Tabelle. Zu dieser Zeit spielte mit Mike McEwen nach Aussage Kent Ruhnke in der SonntagsZeitung im Jahr 2008 „der beste Ausländer, den ich jemals gecoacht habe.“ in Olten. Der Zuschauerschnitt erreichte 1989/90 in der NLA 4'679.
1990 lehnte man das Angebot der sowjetischen Spieler Slawa Bykow und Andrei Chomutow ab. Man hatte sich nicht genug Zeit zum Prüfen der Offerte genommen, und die sowjetischen Weltmeister überzeugten daraufhin bei Fribourg-Gottéron.
Im Jahr 1992 stieg der EHC Olten, nachdem man keinen einzigen Auswärtssieg erzielt hatte, erneut ab. Am 7. April 1992 stand nach einer 1:2-Niederlage beim HC Martigny der Abstieg fest. In diesem Spiel trat für Martigny der damals 15-jährige Christian Dubé an, der später zu einem Schlüsselspieler des SC Bern wurde.
Eine Saison später konnte der EHC Olten, nun unter dem neuen Label „Power-Mouse“, den sofortigen Wiederaufstieg erreichen. Diese letzte Saison in der NLA war sportlich nicht erfolgreich und der Verein stieg 1994 sofort wieder ab. Am 8. März 1994 endete für den EHCO beim EHC Biel die bislang letzte NLA-Saison nach einer Verlängerung (3:3) und verlorenem Penaltyschiessen. Das Budget in der NLA wurde mit ca. 4,00 Millionen Franken veranschlagt.

### Wirtschaftlich schwierige Jahre
Mit dem Abstieg verschärfte sich die wirtschaftliche Situation. Der Schuldenstand belief sich 1996 auf ca. 3,65 Millionen Franken. Es kam unter anderem zum Spielerstreik. Die Gläubiger des Vereins konnten jedoch von der Durchführung eines Nachlassverfahren überzeugt werden, welches 1996 zustande kam.
Am 21. Juli 2000 wurde die Eishockey Club Olten AG EHCO in das Handelsregister des Kanton Solothurn eingetragen. Die 1. Mannschaft und die Elite-Junioren werden seitdem durch diese AG geführt. Damit wurde eine Forderung des Schweizerischen Eishockeyverbands SEHV umgesetzt. Dieser hatte die Geschäftsform AG für die Teilnahmen am Spielbetrieb der Nationalliga für verbindlich erklärt. Die Nachwuchsarbeit wurde in der EHCO 2000 AG zusammengefasst. Damit wurde der 1934 gegründete Verein zum Auslaufmodell und abgelöst.
Auch die EHCO AG kämpfte mit wirtschaftlichen Schwierigkeiten. Im Frühjahr 2003 erwog die Geschäftsleitung den Verkauf der 1. Mannschaft. Das Budget sank auf bis zu 1,6 Millionen Franken. Nach dieser Krise kam es zu personellen Veränderungen im Verwaltungsrat und in der Geschäftsleitung der EHCO AG. Die neue Führung setzte sich zunächst finanzielle Konsolidierung, Schuldenabbau und den Aufbau wirtschaftlich tragfähiger Organisationsstrukturen zum Ziel. An den Generalversammlungen der EHCO AG in den darauffolgenden Jahren wurde vom Verwaltungsrat dargestellt, dass das Budget ohne weitere Einschnitte ausgeglichen, leichte Überschüsse erzielt und der Schuldenstand kontinuierlich reduziert wurde.

### Konsolidierung und neue Zielsetzung
Der Verwaltungsrat führte den eingeschlagenen Konsolidierungskurs konsequent fort. Und so präsentierte er auf der 13. Generalversammlung der EHCO AG im Dezember 2013 zum neunten Mal in Folge ein wirtschaftlich positives Ergebnis. Die Schulden konnten marginalisiert werden. Das Eigenkapital wurde durch Ausgabe zusätzlicher Aktien gestärkt. Das Budget wuchs bis zur Saison 2011/12 auf ca. 3,4 Millionen Franken an. Die EHCO-AG gründete eine eigene Catering-Gesellschaft und übernahm in der Saison 2012/13 im Stadion "Kleinholz" dieses Geschäftsfeld in Eigenregie. Zur Generalsanierung des Stadions steuerte der EHCO als Partner der Sportpark Olten AG zum Ausbau der Infrastruktur der VIP-Bereiche und der Video-Anzeige einen Betrag von ca. 5 Millionen Franken bei.
Der Verwaltungsrat gab als sportliche Zielsetzung die mittelfristige Etablierung der ersten Mannschaft unter den Top 4 der NLB und danach den Wiederaufstieg in die NLA aus.

## Sportliche Entwicklung in der NLB
Unter den gegebenen wirtschaftlichen Rahmenbedingungen konnte sich die Mannschaft sportlich in der National League B etablieren. Ab der Saison 1997/98 erreichte der EHCO mit Trainer Markus Graf und ausländischen Spielern wie Albert Malgin und Dmitri Schamolin personelle Kontinuität und sportliche Stabilisierung. Im Ergebnis konnte in der Saison 2003/04 unter Trainer Alfred Bohren als grösster Erfolg dieser Periode der Vereinsgeschichte das Halbfinal erreicht werden. Hier unterlag der EHCO in der Serie dem HC Sierre mit 2:4.
Der erneute wirtschaftliche Neustart im Jahr 2004 spiegelte sich im Kader des EHCO wider. Eine Reihe von zum damaligen Zeitpunkt junger regionaler Spieler (Meister, Schwarzenbach, Wüthrich, Aeschlimann) stellten in den folgenden Jahren den Kern der sich entwickelnden Mannschaft. Die Trainer Dino Stecher und Dan Ratushny prägten wesentlich die sportliche Ausrichtung und Entwicklung der Mannschaft. Dabei wurden mit Spielern wie Billy Tibbetts, Éric Lecompte und Zarley Zalapski durchaus auch schillernde Persönlichkeiten verpflichtet.
Mit wachsender wirtschaftlicher Leistungsfähigkeit konnte in eine steigende Qualität des Kaders und zunehmend auch in eine grössere Breite investiert werden. Dies spiegelte sich in stetig verbesserten Ergebnissen wider.
| Saison  | Platzierung (Qualifikation / Playoffs) | Zuschauerschnitt (Qualifikation / Playoffs) |
| ------- | -------------------------------------- | ------------------------------------------- |
| 1994/95 | Rang 8                                 |                                             |
| 1995/96 | Rang 9                                 |                                             |
| 1996/97 | Abstiegs-Play-Out                      |                                             |
| 1997/98 | Rang 6 / PO-Viertelfinal               |                                             |
| 1998/99 | Rang 3 / PO-Halbfinal                  |                                             |
| 1999/00 | Rang 7 / PO-Viertelfinal               |                                             |
| 2000/01 | Rang 5 / PO-Viertelfinal               |                                             |
| 2001/02 | Rang 7 / PO-Viertelfinal               | 1'748 / 1'850                               |
| 2002/03 | Rang 8 / PO-Viertelfinal               | 1'444 / 900                                 |
| 2003/04 | Rang 4 / PO-Halbfinal                  | 1'445 / 2'239                               |
| 2004/05 | Rang 9 / Abstiegs-Play-Out             | 1'008 / 1'265                               |
| 2005/06 | Rang 7 / PO-Viertelfinal               | 1'342 / 1'297                               |
| 2006/07 | Rang 9                                 | 1'381 / ---                                 |
| 2007/08 | Rang 7 / PO-Viertelfinal               | 1'814 / 3'532                               |
| 2008/09 | Rang 5 / PO-Viertelfinal               | 2'210 / 2'973                               |
| 2009/10 | Rang 2 / PO-Halbfinal                  | 2'612 / 4,021                               |
| 2010/11 | Rang 2 / PO-Halbfinal                  | 2'832 / 4'237                               |
| 2011/12 | Rang 7 / PO-Viertelfinal               | 3'022 / 3'480                               |
| 2012/13 | Rang 3 / PO-Finale                     | 3'430 / 5'221                               |
| 2013/14 | Rang 1 / PO-Viertelfinal               | 3'497 / 4'305                               |
| 2014/15 | Rang 5 / PO-Finale                     | 3'634 / 5'756                               |
| 2015/16 | Rang 3 / PO-Halbfinal                  | 3'677                                       |
| 2016/17 | Rang 5 / PO-Viertelfinal               | 3'426                                       |
| 2017/18 | Rang 3 / PO-Final                      | 3'491 / 5'374                               |

In der Saison 2008/09 konnte sich der Verein, im Vergleich zu den Vorjahren, im sportlichen Bereich steigern, unter anderem wurden zweimal Serien von jeweils neun Spielen in Folge ohne Niederlage erreicht. Die Teilnahme an den Playoffs wurde bereits vor dem Jahreswechsel gesichert, und am 28. Dezember 2008 wurde mit 5'234 Zuschauern, wiederum im Derby gegen den Lokalrivalen SC Langenthal, die bislang höchste Besucherzahl seit dem letzten Abstieg in die NLB ausgewiesen. Am Ende der Qualifikationsrunde erreichte das Team Platz vier und schied in den Playoffs im Viertelfinal gegen den EHC Visp mit 1:4-Siegen aus. Nach Saisonende trennte sich der EHCO von seinem Trainer Dino Stecher.

### Saison 2009/10
Zur Saison 2009/10 wurde Dan Ratushny als neuer Cheftrainer verpflichtet. Die Ausländerpositionen wurden mit den Kanadiern Brent Kelly und Jeff Campbell neu besetzt. Diese spielten bereits gemeinsam für den dänischen Spitzenclub Herning Blue Fox. Das 75-jährige Bestehen des EHCO wurde unter anderem mit einem Vorbereitungsspiel gegen das Aufstiegsteam des Jahres 1984/85 und einem speziellen Trikot zelebriert. In der Saison erreichte das Team in der Qualifikation den zweiten Rang und schied im Playoff-Halbfinal gegen den späteren NLB-Meister HC Lausanne mit 1:4-Siegen aus. Brent Kelly erreichte mit 92 Scorerpunkten den dritten und Jeff Campbell mit 81 Scorerpunkten den fünften Rang der Scorerliste in der NLB-Qualifikation. Mit 6'500 Zuschauern, damit gilt das Heimstadion als ausverkauft, wurde am 27. Dezember 2009 gegen den SC Langenthal die höchste Besucherzahl erreicht. Nach Saisonende wechselten die Kanadier Kelly und Campbell zum NLB-Rivalen SC Langenthal.

### Saison 2010/11
Zur Saison 2010/11 wurde der Vertrag mit Cheftrainer Dan Ratushny um zwei weitere Jahre verlängert. Neue Ausländer wurden der Kanadier Carsen Germyn und der US-Amerikaner Marty Sertich. Beide wurden aus der American Hockey League verpflichtet. Wie im Vorjahr wurde in der Qualifikation Platz zwei erreicht. Der Verein schied im Playoff-Halbfinal erneut gegen den HC Lausanne aus. Bis zu seiner Kopfverletzung, belegte Marty Sertich den ersten Platz der Scorer-Wertung der NLB. Der Zuschauerschnitt konnte auf 2'832 Zuschauer pro Spiel in der Qualifikation und 4'237 in den Play-off gesteigert werden. Zum Ende der Saison verliessen Dan Ratushny und Carsen Germyn den Verein und wechselten in die Deutsche Eishockey Liga zu den Straubing Tigers. Auch der langjährige Torhüter Urban Leimbacher verliess den Verein und wechselte in die NLA zu den SCL Tigers.

### Saison 2011/12
Für die Saison 2011/12 wurde Colin Muller als neuer Cheftrainer verpflichtet. Die offene Ausländerposition wurde mit dem Kanadier Tyler Redenbach besetzt, der aus der finnischen SM-liiga in die Schweiz wechselte. In der Vorbereitung gewann der EHCO den international besetzten NH-Hotels Cup bei den gastgebenden Dresdner Eislöwen. Nach anhaltender Niederlagenserie trennte sich der EHCO von Trainer Colin Muller und Kent Ruhnke übernahm zum Jahreswechsel 2011/12 zum wiederholten Mal das Amt des Cheftrainers bis zum Ende der Saison. Er wurde assistiert vom ehemaligen Nationalspieler André Rötheli.
Genau wie Muller erfüllte auch Tyler Redenbach die Erwartungen des EHCO nicht und wurde im Januar 2012 freigestellt. Auf der Ausländerposition wurden Cory Pecker und nach dem verletzungsbedingten Ausfall von Marty Sertich, Dan DaSilva verpflichtet. Trotz dieser Massnahmen wurde die Qualifikation nur auf dem siebten Abschlussrang beendet. Im Play-off-Viertelfinal verlor der EHCO gegen den EHC Visp mit 1:4-Siegen.

### Saison 2012/13
Neuer Trainer in der Saison wurde Scott Beattie. Während der Saison wurde sein Vertrag um 5 Jahre verlängert. Im Laufe der Qualifikationsrunde wurde mit 13 am Stück gewonnenen Spielen ein neuer Vereinsrekord aufgestellt. In der Saison führte man an 39 Spieltagen die Tabelle an und belegte am Ende den dritten Rang. Marco Truttmann war in der Qualifikationsrunde der beste Scorer der gesamten Liga.
Im Laufe der Saison wurden zur Verstärkung des Kaders eine Reihe neuer Spieler verpflichtet, wie Paul DiPietro und Derek Cormier. Auch der langjährige Torhüter Urban Leimbacher kehrte vor den Playoffs nach Olten zurück. In den Playoffs setzte sich der EHCO im Viertelfinale mit 4:3 Siegen gegen den HC La Chaux-de-Fonds durch, wobei der Sieg im entscheidenden siebten Spiel, erst in der Verlängerung gesichert werden konnte. Im Halbfinale wurde der SC Langenthal mit 4:2 Siegen bezwungen. Drei der insgesamt sechs Spiele wurden dabei erst in der Verlängerung entschieden. Im zweiten Spiel dieser Serie kam es nach einem Zusammenprall zu einer schweren Verletzung des Spielers Ronny Keller. Keller wurde durch diesen Unfall querschnittsgelähmt. Der Einzelrichter des SEHV wertete die Aktion des Langenthaler Spielers Stefan Schnyder als Unfall.
Im Finale unterlag der EHCO dem späteren Aufsteiger Lausanne HC klar mit 0:4 Spielen. Mit dem Einzug in das Finale der NLB, dem dritten Platz in der Qualifikation und dem erneut gesteigerten Zuschauerschnitt war die Saison 2012/13 die bis dahin erfolgreichste in der jüngeren Geschichte des EHCO.

### Saison 2013/14
Das Kader wurde vor Beginn der Saison in grossen Teilen umgebaut. 13 Spieler, die noch im NLB-Finale der Vorsaison vertraglich gebunden waren, wurden bis Saisonbeginn durch 7 Zuzüge ersetzt. Dabei spielen die beiden Kanadier Shayne Wiebe und Justin Feser, die zu diesem Zeitpunkt die beiden zulässigen Ausländerplätze besetzen, erstmals in Europa. Die Qualifikationsrunde wurde vom EHCO mit zehn Punkten Vorsprung auf dem ersten Platz beendet. Dabei war herausragend, dass mit 14 Siegen in Serie ein neuer Vereinsrekord aufgestellt wurde, gegen die SCL Tigers, dem zweitplatzierten Absteiger aus der NLA alle fünf Begegnungen gewonnen und das Derby gegen den SC Langenthal am 9. Januar 2014 mit 11:2 auf eigenem Eis gewonnen wurde. Im Playoff-Viertelfinal war, wie in der Vorsaison, der HC La Chaux-de-Fondsder Gegner. Die Serie wurde 2:4 verloren, der Einzug ins Halbfinale und damit das Erreichen der sportlichen Saisonziele verpasst. Neben den sportlichen Leistungen, wurde die Saison von den Umbau-Arbeiten im Kleinholz geprägt. Die Süd-Tribüne war nur in den Playoff zugänglich und die Zuschauerzahl während der Saison auf 4'355 beschränkt.

### Saison 2014/15
In Vorbereitung der neuen Saison wurde das Kader nur punktuell verändert. Nach den Abgängen des Kapitäns Sandro Tschuor, Paul Di Pietro, Wesley Snell und Pascal Krebs, die alle ihre Spieler-Karriere nicht mehr fortsetzten, wurde mit Codey Burki und Ruben Rampazzo der Kader nicht vollständig aufgefüllt. Innerhalb der Saison wurden erneut Christopher Bagnoud und Sami El Assaoui als Verteidiger verpflichtet. In der Organisation wurden wesentliche Veränderungen vorgenommen. Erstmals beschäftigte der EHCO mit Jakob Kölliker, dem ehemaligen Trainer der deutschen Nationalmannschaft, einen Sportdirektor. Die Aufgaben in der Geschäftsführung der EHCO-AG wurden damit neu verteilt. Als neuer Assistenztrainer erhielt Dino Stecher, nach seiner Zeit als Head-Coach von 2006 bis 2009, erneut einen Vertrag. Bereits in der Vorbereitung waren Leistungsvermögen und Ergebnisse der Mannschaft, gemessen an dem formulierten Anspruch um den Titel spielen zu wollen, unbefriedigend. Zu Beginn der Qualifikationsrunde wurden so schlechte Ergebnisse erzielt, dass man zeitweise Tabellenletzter war. Im neu geschaffenen Swiss-Eishockey-Cup scheiterte man im Achtelfinale an den SCL Tigers. Da nach Auffassung der Vereinsführung keine signifikante Verbesserung erkannt werden konnte, wurde am 21. November 2014 Scott Beattie als Trainer beurlaubt und Dino Stecher übernahm das Amt des Head-Coach kommissarisch.
Fünf Wochen nach Saisonbeginn, am 7. Oktober 2014, wurde das erste Heimspiel ausgetragen. Dies war gleichzeitig die Premiere im umgebauten Stadion mit neuen Tribünenanlagen, neuen Zugängen, neuem Stadionrestaurant, neuem Dach, neuer Entfeuchtungsanlage und einem neuen Videowürfel. Der Video-Würfel wurde vom Verein selbst finanziert. 5'588 Zuschauer verfolgten das Spiel gegen den SC Langenthal. Am 23. Oktober 2014 verkündete der Verwaltungsrat auf der Generalversammlung der EHCO-AG, dass diese im zehnten Jahr in Folge ein positives Betriebsergebnis erwirtschaftet hat.
Am 10. Dezember 2014 wurde Heikki Leime als neuen Trainer vorgestellt. Die sportliche Leistungsfähigkeit konnte nicht kurzfristig stabilisiert werden, so dass man am Ende der Qualifikation nur den fünften Rang belegte. Dieses Resultat lag noch unterhalb des ausgegebenen Saisonzieles, sich unter den besten vier NLB-Vereinen zu etablieren. Mit Beginn der Playoffs konnte man wieder sportliche Erfolge erringen. Im Viertelfinale wurde der amtierende NLB-Meister EHC Visp mit 4:0 Siegen und im Halbfinale der Zweitplatzierte der Qualifikation, HC Red Ice, mit 4:1 Siegen bezwungen. Im Finale unterlag der EHCO dem späteren Aufsteiger in die NLA, den SCL Tigers aus Langnau mit 3:4 Siegen.

### Saison 2015/16
Die Saison 2015/16 beendete der EHC Olten auf dem dritten Qualifikationsrang. In den Playoff-Viertelfinals konnte zunächst der EHC Visp mit 4:3-Siegen bezwungen werden, in den Halbfinals setzte sich dann jedoch der spätere NLB-Meister HC Ajoie durch.

### Saison 2016/17
Maurizio Mansi übernahm das Traineramt zur Saison 2016/17, wurde am 24. Januar 2017 auf dem fünften NLB-Tabellenrang stehend aber entlassen. Die sportliche Leitung begründete den Schritt folgendermassen: «Die Entwicklung des Teams zeigte seit November 2016 in die falsche Richtung und erreichte am letzten Wochenende – nach einer vom Coach initiierten Aussprache – mit zwei klaren Niederlagen einen neuen Tiefpunkt.» Auch Teile der Anhängerschaft hatten sich von der Mannschaft abgewendet. Mansis Nachfolger wurde der Schwede Bengt-Åke Gustafsson.
Es wurde als Qualifikationsfünfter in die Playoffs eingezogen, im Viertelfinal schied man gegen die Rapperswil-Jona Lakers (1:4-Spiele) aus. Danach kam es zur Trennung von Sportchef Köbi Kölliker.

### Saison 2017/18
Anfang Februar 2018 wurde Cheftrainer Gustafsson entlassen: Vorangegangen war eine Negativserie mit nur fünf Siegen in 15 Spielen, zum Zeitpunkt der Trennung stand der Verein auf dem dritten NLB-Tabellenrang. Die Nachfolge des Schweden trat sein bisheriger Assistent, der US-Amerikaner Chris Bartolone, an. Bartolone führte die Mannschaft ins Meisterschaftsfinal, dort unterlag der EHCO erneut Rapperswil. Mitte April 2018 wurde der Vertrag mit Trainer Bartolone um ein Jahr verlängert, für den Posten des Sportchefs wurde Marc Grieder verpflichtet.

### Seit 2018
Als Zielsetzung für das Spieljahr war der Meistertitel in der Swiss League ausgegeben worden. Dieses wurde verfehlt. Im Playoff-Halbfinal schied die Mannschaft gegen den SC Langenthal aus. Der Ende April 2019 auslaufende Vertrag von Trainer Bartolone wurde nicht verlängert.
Der Schwede Fredrik Söderström wurde in Hinblick auf die Spielzeit 2019/20 als Trainer verpflichtet. Zuvor hatte er erfolgreich in Norwegen gearbeitet. Er erreichte mit dem EHC Olten den Playoff-Viertelfinal. Unter der Zielsetzung Platz vier erreichte der EHCO den fünften Tabellenrang der Saison 2020/21, die ohne Zuschauer ausgetragen wurde, besiegte im Viertelfinal den HC Sierre mit 4:0-Siegen und scheiterte in der Halbfinal-Serie mit 2:4 am EHC Kloten.
Nach der Saison 2020/21 kam es zur Trennung von Trainer Fredrik Söderström, Nachfolger wurde Lars Leuenberger.
In der Saison 2021/22 erreichte der EHC Olten den Playoff-Final, verlor die Serie jedoch mit 4:1 nach Spielen gegen den EHC Kloten.
In der Saison 2022/23 verpasste man den Qualifikationssieg in extremis, schaffte es aber dennoch in den Playoff-Final. Die Finalserie ging aus Sicht des EHC Olten mit 0:4 gegen den HC La Chaux de Fonds verloren.
Auch die Saison 2023/24 begann eher enttäuschend, da man eher mittelmässig spielte und das Break bis zur Trainerentlassung von Lars Leuenberger, welcher von Gary Sheehan ersetzt wurde, nicht schaffte. Die Qualifikation beendeten die Oltner auf Platz 4 und kamen in den Playoffs bis ins Halbfinale. Gegen die GCK Lions verpasste man nach einer 3:4 Serie den Finaleinzug und wiederum einen möglichen Aufstieg.
Saison 2024/25 entschied man sich für eine Partnerschaft mit dem EHC Biel. Da man knapp bei Kasse war, war bereits vor der Saison klar, dass man die Dreitannenstädter im unteren Mittelfeld erwarten dürfte, statt an der Spitze, wie die letzten Jahre. Dies war dann auch Realität. Den Saisonstart hatte man völlig verpasst und musste eine lange Zeit sogar um die Playoffs kämpfen. Der EHC Olten entschied sich daraufhin einen Trainerwechsel anzugehen. Dabei wurde Gary Sheehan durch Christian Wohlwend ersetzt, welcher vor kurzem beim HC Ajoie entlassen wurde. Die restliche Saison verlief zwar mittelmässig, aber um einiges besser als vor dem Trainerwechsel. Der EHC Olten schloss die Qualifikation auf Rang 7 ab und somit traf man im Viertelfinale auf den aktuell 2-fachen Meister und Cupsieger HC La Chaux-de-Fonds. Das Team wirkte dabei wie ausgewechselt und man besiegte den HCC vor Heimpublikum in Spiel 6 in einer spektakulären Serie mit 4:2 Siegen aus Oltner Sicht. Im Halbfinale wartet der EHC Basel.

## Fans
Die Fankultur unterlag nach dem letzten Abstieg aus der NLA einem starken Umbruch. Generationenwechsel und sportlicher Misserfolg liessen einen erheblichen Teil der Fans abwandern. Ein Teil dieser Fans fand sich in neuen Organisationen wieder. So gründeten sie z. B. 2005 die unabhängige Gönnervereinigung „PRO HOCKEY OLTEN“ mit dem Ziel, dem Hockeysport in der Region Olten finanziell zu unterstützen. Dieser Vereinigung gehören ca. 250 Mitglieder an.
Mit dem neuen Jahrzehnt gründeten sich neue Fangruppierungen, die vor allem bei Auswärtsspielen starke Präsenz zeigen. Fanfreundschaft besteht zu Fanclubs des HC Sierre, der Landshut Cannibals und dem EV Zug. Rivalitäten bestehen zu den Fans des EHC Biel und SC Langenthal. Seit einigen Jahren, wie bei fast allen NLB-Clubs, gibt es auch in Olten ultraorientierte Fangruppierungen, die sich in der Südkurve hinter dem Tor versammeln. Optisch wie auch akustisch unterstützen sie zusammen den EHCO. In der Saison 2016/17 wies der EHC Olten mit 3'426 Zuschauern den höchsten Schnitt der gesamten Liga auf.
Im Jahr 2020 wurde eine vom Club unabhängige Fanorganisation zur Bündelung der Fan-Aktivitäten unter den Namen -Drüütannestadt- und -Olten Ost- gegründet.

## Spielstätte
Seit seiner Gründung spielt der EHC Olten in der Kunsteisbahn Kleinholz in Olten. 1962 wurde die Eisbahn Kleinholz in eine Kunsteisbahn umgebaut und 1976 überdacht. In den 1990er und 2000er Jahren bot die Eisbahn eine Zuschauerkapazität von 5'000 Steh- und 1'500 Sitzplätzen, 2021 waren es 6'190 Zuschauer, seit 2022 5'384 Zuschauer.
In den Jahren 2013 bis 2015 realisierte die Sportpark Olten AG, als Eigentümer, die Generalsanierung des Stadions. Dabei wurden die Tribünen erneuert, die Zugänge zur Sitzplatztribüne verändert, die Spielerkabinen neu eingerichtet sowie das Dach ersetzt. Man montierte einen Videowürfel mit LED-Screens und Anzeigetafel und errichtete eine VIP-Lounge (Baloise Lounge). Zusätzlich wurde das Gastroangebot (Saloon, Feldschlösschen Lounge) erweitert und die Fondue-Tribüne saniert. In der ehemaligen Curlinghalle endstand ein Fitnessraum für die Spieler des EHC Olten. Seit der Saison 2022/23 verfügt man über eine LED-Bande.

## Bisherige Trainer/Ausländer
| Jahre   | Trainer                                                   | ausländische Spieler                                                                  |
| ------- | --------------------------------------------------------- | ------------------------------------------------------------------------------------- |
| 1934–38 | Giuseppe Anselmi                                          |                                                                                       |
| 1938–61 | diverse Spielertrainer                                    | keine                                                                                 |
| 1961–63 | Kurt Braun                                                | keine                                                                                 |
| 1963/64 | Oldřich Kučera                                            | keine                                                                                 |
| 1964/65 | Robert Madörin                                            | keine                                                                                 |
| 1965–70 | Tino Catti                                                | keine                                                                                 |
| 1970/71 | Tino Catti                                                | Ray Picco, Lloyd Taylor                                                               |
| 1971/72 | Jiří Pleticha                                             | Albin Felc                                                                            |
| 1972/73 | Jiří Pleticha                                             | Albin Felc                                                                            |
| 1973/74 | Jiří Pleticha                                             | Albin Felc                                                                            |
| 1974/75 | Jiří Pleticha                                             | Terry McCarthy                                                                        |
| 1975/76 | Olli Hietanen                                             | Olli Hietanen                                                                         |
| 1976/77 | Olli Hietanen                                             | Olli Hietanen                                                                         |
| 1977/78 | Esa Siren                                                 | Esa Siren                                                                             |
| 1978/79 | Reto Stuppan                                              | Martti Immonen                                                                        |
| 1979/80 | Reto Stuppan                                              | Martti Immonen, Mike Bloom                                                            |
| 1980/81 | Barry Jenkins                                             | Jim Koleff, Barry Jenkins, Boris Koleff, Barry Alter                                  |
| 1981/82 | Barry Jenkins                                             | Jim Koleff, Bob Barnes, Barry Jenkins, Hank Taylor                                    |
| 1982/83 | Barry Jenkins                                             | Jim Koleff, Barry Jenkins, Hank Taylor                                                |
| 1983/84 | Charlie Weise                                             | Robin Laycock, Rick Laycock, Dave Tietzen                                             |
| 1984/85 | Rolf Altorfer                                             | Greg Theberge, Roberto Lavoie                                                         |
| 1985/86 | Rick Alexander                                            | Erich Kühnhackl, Roberto Lavoie, Murray Heatley, Paul Stothart                        |
| 1986/87 | Vladimír Dzurilla + Jaroslav Tuma                         | Erich Kühnhackl, Alain Lemieux, Scott Fusco, Bruce Eakin, Phil Russell                |
| 1987/88 | Kent Ruhnke                                               | Mark Morrison, Ray Allison, Kent Ruhnke, Steven Stockman                              |
| 1988/89 | Kent Ruhnke                                               | Mike McEwen, Ray Allison                                                              |
| 1989/90 | Kent Ruhnke                                               | Mike McEwen, Don McLaren, Ron Pesetti, Sean Simpson                                   |
| 1990/91 | Simon Schenk + Kevin Primeau                              | Mike McEwen, Don Biggs, Shawn Evans, Anton Šťastný, Marty Dallman, Benoît Doucet      |
| 1991/92 | Dan Hobér + Bill Lochead                                  | Anton Šťastný, Ales Polcar, Dan Ratushny                                              |
| 1992/93 | Dick Decloe                                               | Mike Richard, Paul Gagné                                                              |
| 1993/94 | Dick Decloe + Kent Ruhnke                                 | Mike Richard, Paul Gagné, Stéphane Roy, Chris Palmer                                  |
| 1994/95 | Kent Ruhnke + Mike Richard                                | Mike Richard, Paul Gagné                                                              |
| 1995/96 | Fjodor Kanareikin + Paul Gagné / Tino Catti + Markus Graf | Paul Gagné, Ville Sirén, Fjodor Kanareikin, Brad Gratton, Jewgeni Dawydow             |
| 1996/97 | Ueli Hofmann                                              | Yanick Dubé, Sylvain Turgeon, Albert Malgin                                           |
| 1997/98 | Markus Graf                                               | Albert Malgin, Dmitri Schamolin                                                       |
| 1998/99 | Markus Graf                                               | Albert Malgin, Igor Boriskow                                                          |
| 1999/00 | Markus Graf                                               | Albert Malgin, Jewgeni Dawydow, Michail Wolkow, Martin Duval                          |
| 2000/01 | Arnold Lörtscher                                          | Albert Malgin, Jewgeni Dawydow                                                        |
| 2001/02 | Arnold Lörtscher                                          | Albert Malgin, Yanick Dubé, Chris Lindberg, Grigori Pantelejevs                       |
| 2002/03 | Arnold Lörtscher + Alan Haworth                           | Albert Malgin, Martin Gendron                                                         |
| 2003/04 | Alfred Bohren                                             | Albert Malgin, Martin Gendron, Sean Berens, Dave Truman                               |
| 2004/05 | Alfred Bohren + Dario Andenmatten                         | Albert Malgin, Martin Gendron, Chris Belanger                                         |
| 2005/06 | Alex Stein + Dino Stecher                                 | Albert Malgin, Stefan Hellkvist, Leonid Tambijevs, Mike Souza                         |
| 2006/07 | Dino Stecher                                              | Stefan Hellkvist, Justin Kelly, Kristian Gahn                                         |
| 2007/08 | Dino Stecher                                              | Jean-François Boutin, Éric Lecompte, Billy Tibbetts, Sami Kaartinen, T. J. Guidarelli |
| 2008/09 | Dino Stecher                                              | Sami Kaartinen, Pierre-Luc Sleigher                                                   |
| 2009/10 | Dan Ratushny                                              | Jeff Campbell, Brent Kelly                                                            |
| 2010/11 | Dan Ratushny                                              | Carsen Germyn, Marty Sertich                                                          |
| 2011/12 | Colin Muller + Kent Ruhnke                                | Tyler Redenbach, Marty Sertich, Cory Pecker, Dan DaSilva                              |
| 2012/13 | Scott Beattie                                             | Marty Sertich, Colton Fretter, Derek Cormier                                          |
| 2013/14 | Scott Beattie                                             | Shayne Wiebe, Justin Feser, Daniel Corso                                              |
| 2014/15 | Scott Beattie + Dino Stecher + Heikki Leime               | Shayne Wiebe, Justin Feser, Adam Courchaine                                           |
| 2015/16 | Heikki Leime                                              | Shayne Wiebe, Justin Feser                                                            |
| 2016/17 | Maurizio Mansi + Bengt-Åke Gustafsson                     | Curtis Gedig, Jiří Polanský, Justin Feser                                             |
| 2017/18 | Bengt-Åke Gustafsson (bis 02/2018), dann Chris Bartolone  | Brian Ihnacak, Jay McClement, MacGregor Sharp, Tim Stapleton, Ryan Vesce              |
| 2018/19 | Chris Bartolone                                           | Bryce Gervais, Cason Hohmann                                                          |
| 2019/20 | Fredrik Söderström                                        | Dion Knelsen, Garry Nunn                                                              |
| 2020/21 | Fredrik Söderström                                        | Dion Knelsen, Garry Nunn                                                              |
| 2021/22 | Lars Leuenberger, Stefan Schneider                        | Dion Knelsen, Garry Nunn, Colin Smith                                                 |
| 2022/23 | Lars Leuenberger, Stefan Schneider                        | Garry Nunn, Sean Collins, William Rapuzzi                                             |
| 2023/24 | Lars Leuenberger, Stefan Schneider + Gary Sheehan         | François Beauchemin, Éric Faille                                                      |
| 2024/25 | Gary Sheehan, Ramon Schaufelberger + Christian Wohlwend   | Guillaume Asselin, Éric Faille                                                        |
| 2025/26 | Christian Wohlwend, Ramon Schaufelberger                  | Guillaume Asselin, Hank Crone                                                         |